# Кот-на-Похорю
Кот-на-Похорю (словен. Kot na Pohorju) — поселення в общині Словенська Бистриця, Подравський регіон‎, Словенія.